# La variazione degli animali e delle piante allo stato domestico
La variazione degli animali e delle piante allo stato domestico (The Variation of Animals and Plants under Domestication) è un saggio scritto da Charles Darwin, che fu pubblicato per la prima volta nel gennaio del 1868 dall'Editore John Murray. Gran parte del libro contiene informazioni dettagliate su come addomesticare animali, ma contiene nel capitolo XXVII una descrizione dell'ipotesi dell'ereditarietà darwiniana, chiamata pangenesi.

## Contenuto
Il libro è costituito principalmente da un'analisi dettagliata della selezione artificiale, ovvero il processo con cui l'uomo seleziona caratteristiche specifiche negli animali e nelle piante domesticate. Darwin esplora il modo in cui la selezione artificiale può essere un esempio di selezione naturale, fornendo così una base per le sue teorie evolutive più ampie.

## Struttura
La pubblicazione è suddivisa in due volumi e include, oltre alla trattazione sulla selezione artificiale, anche la famosa ipotesi della pangenesi di Darwin, una teoria che egli considerava innovativa, ma che ha radici storiche molto più profonde.

### Volume 1
- Capitolo I: Cani e Gatti Domestici

Esamina le diverse razze di cani domestici, descrivendo la somiglianza con le specie canine selvatiche e l'origine di vari tratti comportamentali come l'abbaiare. Analizza anche la fertilità delle razze incrociate e le differenze fisiche tra le razze. Viene trattato l'impatto del clima e della selezione sulla diversità delle razze canine, con esempi storici di razze inglesi e la loro evoluzione attraverso la selezione. I gatti, anch'essi oggetto di incroci e variazioni in diverse regioni, sono esaminati dal punto di vista della variabilità individuale e dell'adattamento alle condizioni di vita.
- Capitolo II: Cavalli e Asini

Vengono analizzate le differenze tra le razze di cavalli, l'effetto del clima e della selezione sulle caratteristiche fisiche, come il colore e le strisce dorsali. Gli asini sono studiati in relazione alle variazioni morfologiche e al loro adattamento, con focus sui tratti distintivi come le strisce sulle spalle e le gambe.
- Capitolo III: Maiali, Bovini, Pecore, Capre

Il capitolo esplora le caratteristiche dei maiali, delle razze bovine e delle pecore, con un'analisi approfondita della selezione, delle variazioni morfologiche e della fertilità tra le razze incrociate. I maiali sono descritti sotto diversi aspetti, tra cui le modifiche al cranio e la riduzione delle zanne, mentre le razze bovine sono studiate per le loro origini e caratteristiche regionali. Le pecore mostrano una variabilità significativa, soprattutto nel maschio, e adattamenti alla diversità di ambiente.
- Capitolo IV: Conigli Domestici

Esamina l'origine dei conigli domestici, derivanti dai conigli selvatici, e le variazioni nelle razze. Si discute dell'evoluzione storica della selezione, delle variazioni morfologiche nel cranio e nel corpo, e degli effetti della selezione in termini di dimensioni e forma delle orecchie.
- Capitolo V: Piccioni Domestici

Dettaglia le razze di piccioni, le variazioni individuali e le correlazioni tra le caratteristiche fisiche, come il becco, le ali e le piume. Esamina anche gli effetti della selezione nella creazione di razze ben definite e l'estinzione delle forme intermedie.
- Capitolo VI: Piccioni (continuazione)

Analizza l'origine dei piccioni domestici e le loro abitudini di vita, con enfasi sul processo di selezione che ha portato alla formazione delle razze moderne. Vengono trattati gli incroci e le variazioni in relazione al comportamento e alla morfologia.
- Capitolo VII: Galline

Descrive le principali razze di galline, discutendo le prove della loro discendenza da specie selvatiche e le variazioni nelle caratteristiche fisiche come il colore e la forma del piumaggio. Si esplorano anche le differenze osteologiche tra le razze e l'influenza dell'uso e del disuso su determinate caratteristiche.
- Capitolo VIII: Anatre, Oche, Pavoni, Tacchini, Fagiani, Uccelli Canori, Pesci Rossi, Api, Bachi da Seta

Esamina le diverse razze e specie di questi animali domestici, trattando la progressione della domesticazione, le differenze morfologiche e gli effetti del clima e della selezione sulle razze. Vengono analizzati anche gli incroci, come nel caso dei tacchini, e le variazioni in alcune specie di insetti come le api e i bachi da seta.
- Capitolo IX: Piante Coltivate: Piante Cerealiche e da Cucina

Questo capitolo discute l'origine delle piante coltivate, in particolare le varietà di grano, mais e legumi. Si esamina la selezione e la variabilità individuale, con particolare attenzione agli effetti del clima sulle piante e alla selezione per caratteristiche specifiche, come la forma e la dimensione dei frutti.
- Capitolo X: Piante Coltivate (continuazione): Frutti, Alberi Ornamentali, Fiori

Analizza le variazioni nei frutti come mele, pere e pesche, e l'impatto delle pratiche di selezione. Si esplorano anche le variazioni nelle piante ornamentali e nei fiori, con una discussione sulla storia e le caratteristiche delle rose, delle dalie e di altri fiori coltivati.
- Capitolo XI: Variazione del Germoglio e Altri Modi Anomali di Riproduzione e Variazione

Si esplora la variazione del germoglio in diverse piante, come il pesco e l'albicocco, e la relazione con la variazione in altri tratti vegetativi. Viene discussa l'eredità dei tratti attraverso la variazione del germoglio e l'effetto della selezione nelle piante.
- Capitolo XII: Eredità

Esamina il processo di eredità, con un focus sulla trasmissione di tratti nei nostri animali domestici e nelle piante. Si discutono esempi di ereditarietà di malattie, anomalie e tratti fisici, e l'impatto delle condizioni di vita sul mantenimento o la perdita di caratteristiche ereditarie.

### Volume 2
- Capitolo XIII: Eredità, continuazione -

Ritorno o Atavismo Il capitolo esplora il fenomeno del ritorno a caratteristiche ancestrali, o atavismo, nelle razze pure o incrociate, sia negli animali che nelle piante. Viene analizzato il ritorno a tratti ancestrali in animali selvatici, piante coltivate, e varietà incrociate. Si discute anche di come il processo di propagazione per gemme e segmenti possa riportare alla luce caratteri precedenti. Inoltre, vengono esaminati i fattori che causano il ritorno, tra cui caratteristiche latenti, differenze tra i sessi, e l'influenza dell'invecchiamento.
- Capitolo XIV: Eredità, continuazione -

Fissità del carattere, Prepotenza, Limitazione sessuale Questo capitolo discute la fissità dei caratteri ereditari, la prepotenza della trasmissione in alcune famiglie e varietà incrociate, e l'influenza del sesso sulla trasmissione di caratteri. Vengono esplorati i casi in cui certi tratti acquisiti si trasmettono principalmente o esclusivamente attraverso un sesso. Si analizza anche l'ereditarietà in relazione all'età, con particolare attenzione all'importanza di questo principio in embriologia e nelle malattie ereditarie.
- Capitolo XV: Sull'incrocio

Il capitolo esplora gli effetti dell'incrocio tra varietà o specie, osservando come l'incrocio possa ridurre le differenze tra razze affini e, in alcuni casi, portare alla formazione di nuove razze stabili. Si esamina l'assorbimento di una varietà dominante in incroci non bilanciati e come l'incrocio possa influire su caratteristiche comportamentali, fisiche e morfologiche.
- Capitolo XVI: Cause che ostacolano l'incrocio delle varietà -

Influenza della domesticazione sulla fertilità Il capitolo analizza le difficoltà nel giudicare la fertilità delle varietà incrociate e le cause che mantengono distinte le varietà, come il periodo di accoppiamento e le preferenze sessuali. Esamina anche la sterilità parziale di alcune varietà di piante e animali quando incrociate, e come la domesticazione possa eliminare la tendenza alla sterilità tra specie diverse.
- Capitolo XVII: Gli effetti positivi dell'incrocio e gli effetti negativi dell'incrocio ravvicinato

Questo capitolo esplora i benefici dell'incrocio per la salute e la varietà genetica degli animali e delle piante, contrapponendoli agli effetti dannosi dell'incrocio ravvicinato, che può aumentare le tendenze morbose. Vengono discussi vari esempi di animali e piante che hanno sofferto a causa di incroci stretti, come cani, gatti e piante.
- Capitolo XVIII: Vantaggi e svantaggi delle condizioni di vita cambiate: sterilità da diverse cause

Il capitolo analizza come piccoli cambiamenti nelle condizioni di vita possano portare a sterilità in animali e piante, sia in natura che in ambienti controllati come i giardini zoologici. Si esplora anche la perdita di caratteri sessuali secondari e istinti a causa di cambiamenti ambientali e la sterilità causata da eccesso di sviluppo vegetativo o propagazione per gemme.
- Capitolo XIX: Sommario dei quattro capitoli precedenti, con osservazioni sull'ibridismo

Un riassunto delle discussioni precedenti sugli effetti dell'incrocio, la fertilità e le condizioni di vita cambiate, con particolare attenzione all'ibridismo. Il capitolo esplora perché alcune varietà non sono fertili quando incrociate e riflette sul concetto di ibridismo e sulle sue implicazioni per l'evoluzione delle razze.
- Capitolo XX: Selezione da parte dell'uomo

Esamina il processo di selezione operato dall'uomo, distinguendo tra selezione metodica, inconscia e naturale. Il capitolo esplora come gli esseri umani abbiano selezionato piante e animali per caratteristiche specifiche nel corso della storia e come le preferenze inconsce abbiano influenzato l'evoluzione delle razze domestiche.
- Capitolo XXI: Selezione, continuazione

Si approfondisce l'influenza della selezione naturale sulle produzioni domestiche, analizzando come l'attenzione alle caratteristiche apparentemente insignificanti possa influenzare la selezione e come la selezione abbia portato alla divergenza delle razze. Viene esplorato anche il rischio di degenerazione nelle razze altamente selezionate.
- Capitolo XXII: Cause della variabilità

Il capitolo discute le cause della variabilità nelle specie domestiche, con particolare attenzione ai cambiamenti nelle condizioni di vita, come il clima e l'alimentazione, e l'effetto che questi fattori hanno sulla variabilità genetica. Si esplora anche il ruolo dell'incrocio e della propagazione per gemme nel favorire l'emergere di nuovi caratteri.
- Capitolo XXIII: Azione diretta e definita delle condizioni esterne di vita

Si esaminano le modifiche dirette causate da cambiamenti nelle condizioni ambientali, come la dimensione, il colore e le proprietà chimiche delle piante. Il capitolo esplora anche le modifiche osservate in natura a causa delle condizioni esterne, come il cambiamento climatico, e discute la variabilità causata dalla pressione meccanica e dalla posizione dei fiori.
- Capitolo XXIV: Leggi della variazione - Uso e disuso, ecc.

Il capitolo esplora le leggi della variazione biologica, concentrandosi sull'uso e disuso degli organi, l'acclimatazione degli animali e delle piante, e gli arresti nello sviluppo degli organi rudimentali. Si discute anche l'influenza delle abitudini di vita sulle modifiche organiche.
- Capitolo XXV: Leggi della variazione, continuazione -

Variabilità correlata Il capitolo esamina la variabilità correlata, ossia la variazione di tratti omologhi che si sviluppano insieme in risposta a cambiamenti di dimensioni o funzioni. Si esplora la correlazione tra diverse parti del corpo e le modifiche correlate negli organi degli esseri viventi.
- Capitolo XXVI: Leggi della variazione, continuazione -

Sommario Un riassunto delle leggi della variazione, esplorando la fusione di parti omologhe, la compensazione della crescita e l'influenza della posizione relativa delle parti sullo sviluppo e la variabilità.
- Capitolo XXVII: Ipotesi provvisoria della Pangenesi

Questo capitolo introduce l'ipotesi della pangenesi, che cerca di spiegare la variabilità, l'ereditarietà e la reversibilità attraverso la teoria dei "germini" o unità ereditarie. Si esplora come questa teoria possa spiegare vari fenomeni di riproduzione e sviluppo.
- Capitolo XXVIII: Considerazioni finali

Il capitolo conclude la discussione sulle cause della variabilità, la selezione e l'estinzione delle razze, riflettendo sulla natura e l'origine delle variazioni nelle razze domestiche e la possibilità che ogni variazione sia predestinata.

## Pubblicazione
Sebbene l'opera sia estremamente dettagliata, non ottenne un grande successo commerciale: durante la vita di Darwin furono vendute solo circa 5.000 copie, e solo circa 8.000 copie prima della fine del secolo.
Il testo è stato ulteriormente rivisitato nell'edizione del 1875, in cui furono apportati cambiamenti significativi al contenuto e al formato. La seconda edizione, pubblicata in formato ottavo, includerà correzioni e aggiornamenti, compreso un nuovo capitolo sull'origine delle specie.
Nel corso degli anni, l'opera è stata tradotta in diverse lingue, tra cui il francese, il tedesco, l'italiano e il russo, con la versione russa che risulta particolarmente interessante, essendo stata pubblicata in parti prima che il testo completo fosse disponibile in inglese. La traduzione russa, risalente al 1868, è l'unica parte dell'opera di Darwin che apparve in traduzione straniera prima della pubblicazione inglese.
La sua pubblicazione e la relativa edizione inglese hanno avuto un impatto significativo sullo sviluppo della teoria dell'evoluzione, e anche se non fu immediatamente un bestseller, l'opera rimane un contributo fondamentale alla biologia evolutiva.

## Edizioni
- (EN) Charles Darwin, The variation of animals and plants under domestication, London, John Murray, 1875.

### Edizioni in italiano
- Variazione degli animali e delle piante allo stato domestico, traduzione di Giovanni Canestrini, (sulla seconda edizione inglese), Torino, UTET, 1876.
- La variazione degli animali e delle piante allo stato domestico, A cura di Alessandro Volpone, Prefazione di Telmo Pievani, Collana i millenni, Torino, Einaudi, 2011, ISBN 978-88-06-20148-7.